# Marcus Plautius Silvanus (Konsul 2 v. Chr.)

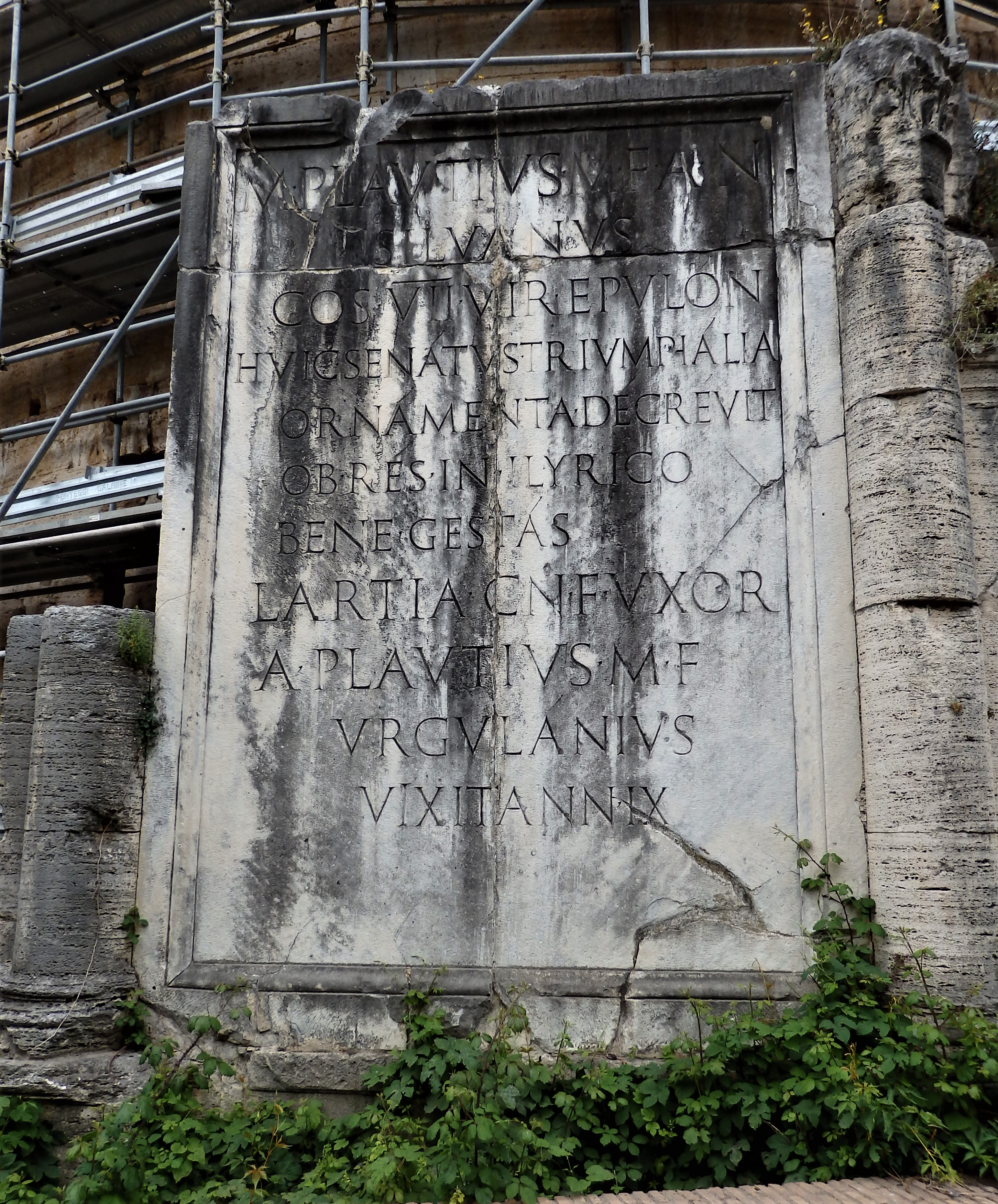
Marcus Plautius Silvanus’ Mausoleumsinschrift in Tivoli, Italien

Marcus Plautius Silvanus († nach 9 n. Chr.) war ein römischer Politiker und Feldherr der frühen Kaiserzeit.
Plautius Silvanus, ein Mitglied der gens Plautia, stammte aus Trebula Suffenas in Latium. Seine Eltern waren der Senator gleichen Namens, ein Sohn des Aulus Plautius, und Urgulania, eine enge Freundin Livias, der Ehefrau des Augustus. Mit seiner Gattin Lartia, der Tochter eines Gnaeus Lartius, hatte er vier Kinder: einen Sohn, der ebenfalls Marcus Plautius Silvanus hieß und 24 n. Chr. die Prätur bekleidete, die Tochter Plautia Urgulanilla, die erste Ehefrau des späteren Kaisers Claudius, den früh verstorbenen Sohn Aulus Plautius Urgulanius sowie den Sohn Publius Plautius Pulcher, der 47/48 von Claudius in den Patrizierstand erhoben wurde.
Ob und wann Plautius Silvanus die ersten Schritte der römischen Ämterlaufbahn absolvierte, ist nicht bekannt. Im Jahr 2 v. Chr. war er gemeinsam mit Augustus ordentlicher Konsul. Anschließend verwaltete er als Prokonsul von Asia und legatus Augusti pro praetore (kaiserlicher Statthalter) von Galatien und Pamphylien Provinzen in Kleinasien. Danach unterstützte er Tiberius, den Stiefsohn und späteren Nachfolger des Augustus, mit seinen Truppen bei der Niederschlagung des pannonischen Aufstands (6–9 n. Chr.). Nachdem er zunächst schwere Verluste hinnehmen musste, errang er Siege über die Breuker und in Dalmatia. Für diese Erfolge erhielt er die ornamenta triumphalia. Dass er anschließend Statthalter von Syrien wurde, wie in der älteren Forschung vermutet wurde, gilt heute als widerlegt.
Marcus Plautius Silvanus war Mitglied des Priesterkollegiums der septemviri epulonum und wurde zusammen mit seiner Ehefrau Lartia und seinen Söhnen Aulus Plautius Urgulanius und Publius Plautius Pulcher im Familienmausoleum an der Via Tiburtina bestattet. Die Skandale um seine beiden anderen Kinder – sein Sohn Marcus tötete sich selbst, nachdem er wegen der Ermordung seiner Frau Apronia angeklagt worden war, und Claudius ließ sich wegen Ehebruchs und Mordverdachts von seiner Tochter Urgulanilla scheiden – in den 20er Jahren n. Chr. erlebte er nicht mehr.